# Tzaji Hanegbi
Tzaji Hanegbi (en hebreo צחי הנגבי; Jerusalén, 26 de febrero de 1957) es un político israelí del partido Likud, miembro del Knéset y ministro sin cartera. 

## Primeros años
Hanegbi nació en Jerusalén, hijo de Geula Cohen, miembro destacada del grupo Lehi en los años 1940, y más tarde diputada de Likud y Tehiya. Después de su servicio militar, en el que sirvió en el cuerpo de paracaidistas, Hanegbi estudió relaciones internacionales en la Universidad Hebrea de Jerusalén. Durante sus estudios fue nombrado presidente de la Unión de Estudiantes de la universidad en 1980. Su tiempo como presidente le acarrearon una pena de seis meses de suspensión por dirigir un movimiento que atacaba a los estudiantes árabes. A pesar de este incidente, fue elegido presidente de la Unión Nacional de Estudiantes de Israel antes de fin de año, cargo que desempeñó hasta 1982. Después de obtener su licenciatura, se fue a estudiar Derecho, obtuvo su nuevo título, y comenzó a trabajar como abogado.

## Carrera política
Hanegbi fue elegido por primera vez a la Knéset en las elecciones de 1988, encabezada por el primer ministro Isaac Shamir. Mantuvo su escaño en las elecciones de 1992 y 1996, y fue nombrado Ministro de Salud en el gobierno de Benjamín Netanyahu, se convirtió en Ministro de Justicia en septiembre de 1996 y se le suprimió el puesto el Ministerio de Salud en noviembre de ese mismo año.
Perdió la cartera ministerial después de que Ehud Barak ganara las elecciones de 1999, pero regresó al gobierno de Ariel Sharón cuando ganó la elección especial en 2001. Hanegbi fue nombrado Ministro de Protección del Medio Ambiente en marzo de 2001, y se le añadió el de Transporte a sus funciones en diciembre de ese año.
Después de la victoria de Likud en las elecciones de 2003, Hanegbi fue nombrado Ministro de Seguridad Pública. Sin embargo, en septiembre de 2003 fue cambiado a la Oficina del primer ministro después de que salieran a la luz acusaciones de corrupción durante su mandato. Más tarde se reveló que él había hecho 69 nombramientos políticos para el Ministerio de Medio Ambiente, al menos 51 de los cuales eran miembros o familiares de miembros del comité central del Likud.
Cuando Ariel Sharón se separó para formar Kadima en noviembre de 2005, Hanegbi fue nombrado presidente interno del Likud. El 6 de diciembre de 2005, la policía decidió proponer su imputación a la oficina del fiscal general. Al día siguiente, Hanegbi anunció que también se iba a Kadima, y renunció a la Knéset el 10 de diciembre. Sin embargo, reapareció en la Knéset en abril de 2006, después de ganar un escaño en las elecciones de ese año. En el 2012 regresó al Likud. Actualmente es ministro sin cartera.